# Costus quasi-appendiculatus
Costus quasi-appendiculatus är en enhjärtbladig växtart som beskrevs av Robert Everard Woodson och Paulus Johannes Maria Maas. Costus quasi-appendiculatus ingår i släktet Costus och familjen Costaceae.
Artens utbredningsområde är Bolivia. Inga underarter finns listade.